# 春日 (熊本市)
春日（かすが）は、熊本市西区の地名。現行行政地名は春日一丁目から春日八丁目。2015年10月1日現在の人口は7,153人。郵便番号860-0047。

## 地理
熊本駅の所在地であり、鉄道における熊本の玄関口となっている。熊本市中心部の南西に位置し、北で西区戸坂町と中央区横手、北東で中央区小沢町・細工町、東で中央区本山、東から南東で西区二本木、南で西区田崎、南西で西区城山上代町・上代、北西で西区池上町と隣接する。
域内の北側に仏舎利塔がある花岡山、北西に万日山があり、東側一帯に熊本駅が設置されている。熊本駅の周辺には古くからの町並みが広がっていたが、近年の熊本駅周辺再開発事業により大規模な区画整理が行われ、その姿は大きく変わりつつある。万日山の南側、県道28号線沿いにも住宅地や商業地が延び、市民の台所である南に隣接する田崎に置かれた熊本地方卸売市場（通称・田崎市場）関連の物流拠点などと一体化した町並みが続く。東端は白川・坪井川が流れている。万日山には2012年3月19日に片側二車線のトンネルが貫通し、市内中心部と池上町方面が一直線に結ばれた。
再開発が進む熊本駅周辺には、駅ビルやビジネスホテル、オフィス、マンション等が建設中である。

### 河川
- 白川 (熊本県)
- 坪井川 (熊本県)

### 山岳

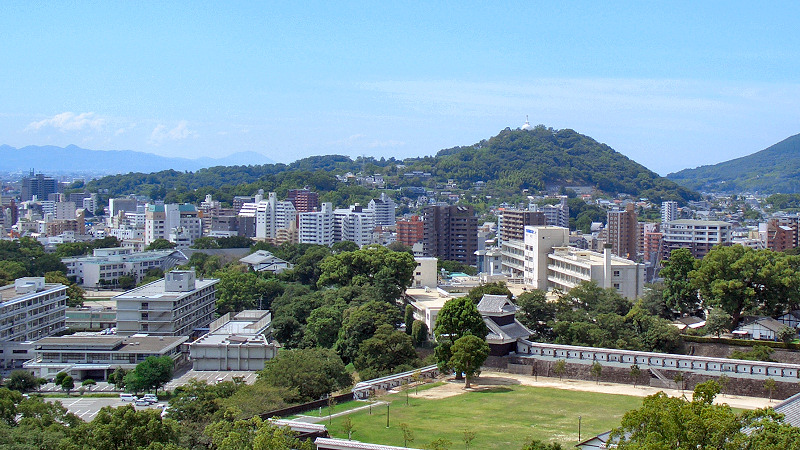
花岡山。右側に見える頂上に白い仏舎利塔が見える。

- 万日山 - 山頂は春日六丁目にあたる。標高138m[2]。
- 花岡山 - 山頂付近は春日四丁目にあたる。山頂には花岡山公園が設置され、仏舎利塔が置かれている。ただし仏舎利塔の位置は北に隣接する西区横手にあたる。標高132m[2]。

## 歴史
春日という地名は、屯倉のひとつである春日屯倉に由来する。
隣接する二本木には、平安時代から肥後国の国府（飽田国府）が置かれていた。近世には熊本城の城下町とも坪井川を挟んで接していた。しかし民謡「おてもやん」に謡われたように、かつては「ぼうぶら畑」（かぼちゃ畑：ひょうたん型の珍しい品種）が広がる農村であった。
おてもやんのモデルとされる人物 富永登茂（トモ/チモ）は春日の生れで晩年も万日山の麓に居住していた。
1874年に春日村、久末村、阿弥陀寺村が合併し、新たに春日村となる。1889年（明治22年）以降は飽田郡春日村となり、熊本市内に含まれず郊外然とした状況であった。1891年（明治24年）に熊本駅が開業してからは熊本市の玄関口として急速に都市化が進み、1906年（明治39年）に町制施行して春日町となり、1921年（大正10年）に熊本市と合併した。
21世紀に入る頃までは都市整備や区画整理の遅れも目立ち、やや取り残された感もあったが、九州新幹線開業を機に熊本駅周辺部の大規模再開発が行われた。熊本駅南側にあった月星化成（現：ムーンスター）工場跡地に国の合同庁舎が移転したほか、駅前には高層マンションを核とした再開発ビル「くまもと森都心」が2013年春にフルオープンした。

## 交通

### 鉄道
JR九州
- 九州新幹線・鹿児島本線・豊肥本線・あまくさみすみ線熊本駅が置かれている。

熊本市交通局（熊本市電）
- A系統（田崎線・幹線)熊本駅前停留場・二本木口停留場・田崎橋停留場が置かれている。

### バス
- 産交バス
- 熊本都市バス
- 熊本電鉄バス

他多数

### 道路
- 熊本県道22号熊本停車場線
- 熊本県道28号熊本高森線

## 施設

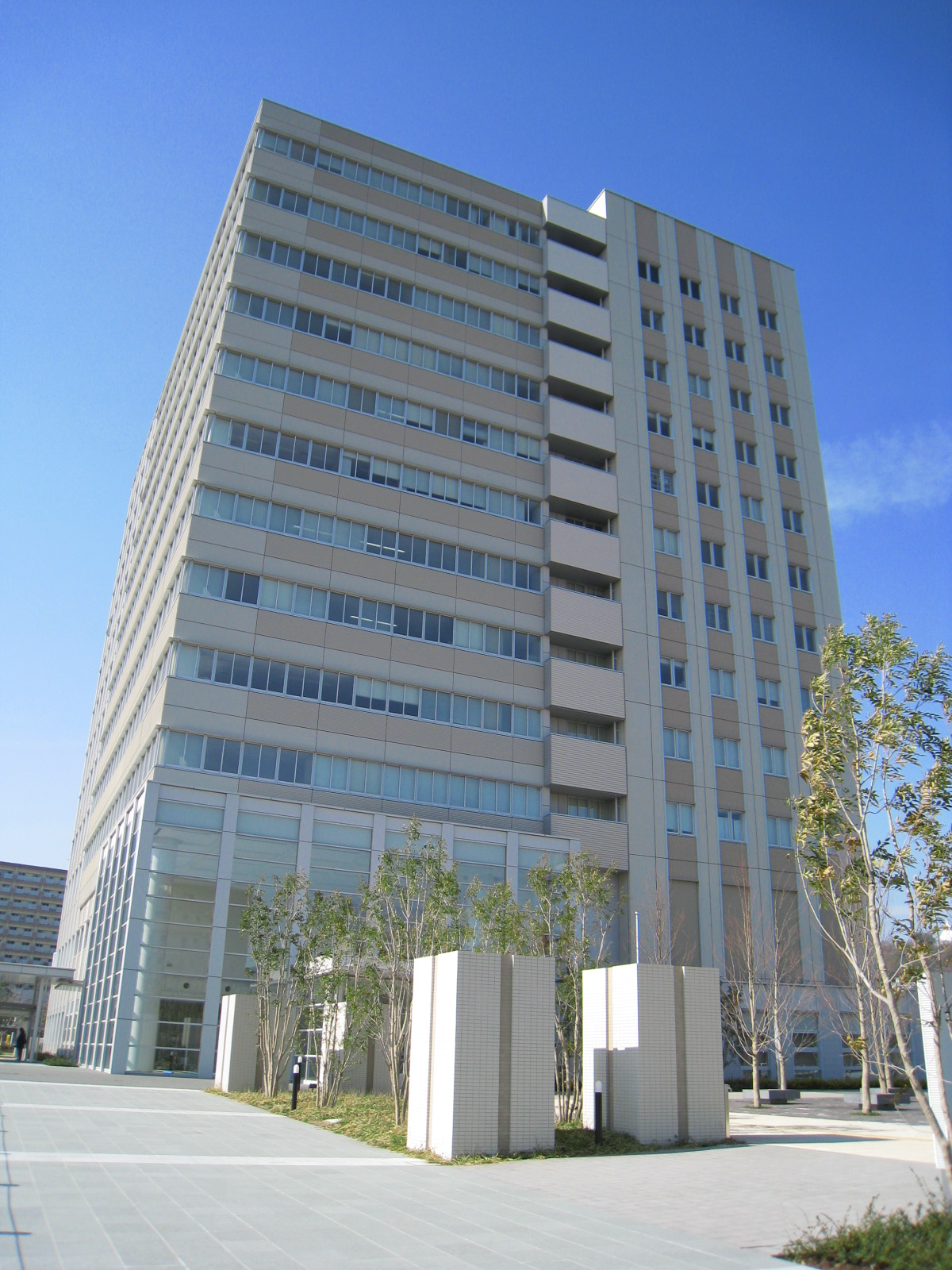
熊本地方合同庁舎

- 熊本地方合同庁舎 - 明治時代より操業していた鐘淵紡績、後の月星化成工場跡地に立地する。
  - A棟
    - 九州総合通信局
    - 九州財務局
    - 熊本労働局
    - 九州農政局
    - 九州地方整備局熊本営繕事務所
    - 熊本地方気象台

  - B棟
    - 九州管区行政評価局熊本行政評価事務所
    - 熊本国税局
    - 熊本国税不服審判所
    - 熊本西税務署
    - 自衛隊熊本地方協力本部
    - 長崎税関八代税関支署熊本出張所
    - 九州地方環境事務所
- 熊本南警察署熊本駅交番
- 日本郵政スタッフ熊本駅前センター - 閉鎖された代々木ゼミナール熊本校校舎跡地に開設。
- 日本郵便九州物流センター
- 熊本春日郵便局
- 熊本市立春日小学校
- 誠櫻幼稚園
- 熊本市立春日保育園
- 仁愛乳児園
- 熊本駅前看護リハビリテーション学院 - かつてのユニードダイエー熊本駅前店跡地。
- 北九州予備校熊本校
- 花岡山公園 - 花岡山の頂上付近に設置され、横手に跨る。
- 熊本駅
  - 熊本駅駅舎
    - 肥後よかモン市場

  - JR熊本駅ビル
    - アミュプラザくまもと（商業・ウェディング）
    - THE BLOSSOM KUMAMOTO

  - JR熊本白川ビル
    - アミュプラザくまもと（ビックカメラアミュプラザくまもと店）

  - JR熊本春日南ビル
    - アミュプラザくまもと
- くまもと森都心
  - くまもと森都心郵便局
  - 肥後銀行
  - 熊本第一信用金庫
  - ザ・熊本タワー
- 九州フィナンシャルグループ本社
- 九州労働金庫
- ザ・ニューホテル熊本 - 旧ホテルニューオータニ熊本
- 東横イン熊本駅前
- ホテルルートイン熊本駅前
- 花岡城ホテルビュー - 熊本駅側でなく花岡山側に建てられている。
- ラウンドワンスタジアム熊本店 - ボウリング場を中心とした複合アミューズメント施設。かつての九州産業交通バスの田崎車庫跡地。
- ヤマダ電機Tecc LIFE SELECT 熊本春日店 - ラウンドワンと同じく、かつての九州産業交通バスの田崎車庫跡地。
- 九州電力春日町変電所
- 春日排水機場

## 神社仏閣
- 岫雲院 (春日寺)
- 北岡神社
- 春日神社
- 妙法寺 - 花岡山上に位置する。
- 長谷寺
- 専崇寺
- 来迎院
- 清原神社
- 萬日神社
- 戸坂稲荷 - 春日四丁目の北辺に位置し、戸坂町内にはあたらない。

## ゆかりのある人物
- 姜尚中 - 政治学者